# Fegefeuer der Eitelkeiten (Roman)
Fegefeuer der Eitelkeiten (Originaltitel englisch The Bonfire of the Vanities, erschienen 1987 bei Farrar, Strauß & Giroux, New York) ist das wohl wichtigste und bekannteste Werk des amerikanischen Schriftstellers Tom Wolfe. Es erschien zuerst von Juli 1984 bis August 1985 als Fortsetzungsroman in der Zeitschrift Rolling Stone. 1990 wurde der Roman von Brian De Palma verfilmt.
Der Titel wurde Savonarolas „falò delle vanità“ entlehnt; dieser ließ im Florenz des späten 15. Jahrhunderts Scheiterhaufen errichten, auf denen er als eitel und unzüchtig angesehene Gegenstände verbrannte, die er aus der Bevölkerung hatte einsammeln lassen. Deren Besitzer sollten dadurch Läuterung erfahren.

## Hauptfiguren
Nach einem Prolog, der schildert, wie der New Yorker Bürgermeister von einer wütenden Menge in Harlem niedergeschrien wird, folgt die Vorstellung der handelnden Figuren.
Sherman McCoy ist 38 Jahre alt und verdient als Broker an der Wall Street Millionen, mit denen er sich eine Wohnung an der exquisiten Park Avenue und eigenes Dienstpersonal leisten kann. Sein Vater ist ebenfalls wohlhabend, hat jedoch Stil, welcher dem neureichen Sherman völlig abgeht – und ebenso seiner Frau Judy, einer hysterischen Aufsteigerin aus der Mittelklasse des Mittleren Westens, die sich ihre Zeit als Innenarchitektin vertreibt und das Geld ihres Mannes für teures Interieur ausgibt. Die verwöhnte Tochter Campbell besucht eine noble Privatschule. McCoy ist der Prototyp des elitären WASP, er hat ein „edles Yale-Kinn“, welches das Symbol für sein arrogantes Auftreten wird.
Der jüdische Unterstaatsanwalt Larry Kramer ist über fast alle Aspekte seines Lebens frustriert: Dass sich seine ehemals attraktive Frau Rhoda allmählich zu einer „Schtetl-Mama“ entwickelt, dass die Geburt seines Sohnes sein Fitnesstraining durchkreuzt und ihn damit für immer an seine Familie bindet, da Kramer befürchtet, mit dem Schwinden seiner Muskelberge schwinde auch seine Anziehungskraft auf fremde Frauen; und schließlich, dass er weniger verdient als seine Arbeitskollegen, ganz zu schweigen von seinen ehemaligen Kommilitonen an der New Yorker Columbia University, von denen einer bereits Partner einer großen Anwaltsfirma geworden ist.
Der britische Journalist Peter Fallow ist bei der (fiktiven) New Yorker Boulevardzeitung The City Light nicht gerade erfolgreich. Seine Motivation für seinen Beruf ist längst verloren gegangen, und er beschäftigt sich jetzt hauptsächlich damit, die Spesen für seine Artikel so weit als möglich auszudehnen und bei Einladungen kostenlose Verpflegung zu erschleichen, was ihm besonderes Vergnügen bereitet, da er die Amerikaner verabscheut.

## Handlung
Sherman McCoy hält sich eine Geliebte aus den Südstaaten, die er eines Abends mit dem Wagen vom Flughafen abholt. Er verirrt sich mit ihr in der Bronx, wo die beiden zwei Schwarzen begegnen; da sie sich von ihnen bedroht fühlen, fahren sie überstürzt davon, wobei einer der Schwarzen von McCoys Geliebter, die seinen Mercedes fährt, angefahren wird. Shermans Probleme kumulieren sich in den nächsten Kapiteln, da seine Frau zuerst herausfindet, dass er sie betrügt, und er danach ein millionenschweres Wertpapiergeschäft vermasselt.
Währenddessen ist der junge Schwarze, der angefahren wurde, ins Koma gefallen, und Reverend Bacon, ein machtgieriger und manipulativer, vermeintlicher Gutmensch und Prediger aus Harlem, macht den Fall mit Hilfe von Peter Fallow, welcher sich eine Wiederbelebung seiner Karriere erhofft, zu einem Politikum. Fallows Geschichte wird in seiner Zeitung groß herausgebracht, da der Besitzer beeindruckt ist von den übertriebenen Schilderungen des Ghettos. Kurz darauf gelingt es zwei irischen Polizisten McCoy, dessen vermeintliche Selbstsicherheit unter ihrem Verhör zusammenbricht, als Fahrer des Wagens zu identifizieren.
Der Fall wird nun an Larry Kramer übergeben, welcher mit diesem Fall Karriere machen will – sein ehrgeiziger Vorgesetzter Abe Weiss fürchtet um seine Wiederwahl als Bezirksstaatsanwalt, falls er durch eine allzu nachlässige Verfolgung des Falles bei der schwarzen Mehrheit in seinem Bezirk (der Bronx) in Misskredit gerät, da er als Weißer und Jude ohnehin nicht sonderlich beliebt ist. Durch eine gezielte Indiskretion gelangt McCoys Name an die Öffentlichkeit, und durch die sensationsgierigen Medien wird er sogleich vorverurteilt. Bürgerrechtler demonstrieren vor seinem noblen Apartment, während Kramer McCoys Geliebte dazu überredet, gegen ihn auszusagen, um selbst straffrei auszugehen. McCoy wird verhaftet und zu seinem Entsetzen zusammen mit einigen gewöhnlichen Kriminellen auf der Hauptwache der Bronx untergebracht, bis die Kaution entrichtet ist.
Nun schlägt er zurück: Auf Anraten eines von ihm engagierten Anwalts unterhält er sich verkabelt mit seiner Geliebten und kann dabei, obwohl sie die Wanze entdeckt, den Beweis erbringen, dass Kramer sie beeinflusst hat. Das Band wird schließlich vor Gericht abgespielt, und Kramer, der sich anhören muss, wie ihn McCoys Geliebte als „aufgeblasenen kleinen Mistkerl“ bezeichnet, verliert den Fall. McCoy wird aber, wie ein Epilog in Form eines fiktiven Artikels der New York Times berichtet, ein Jahr später erneut angeklagt, da der Schwarze nun gestorben ist; Kramer ist inzwischen in Misskredit geraten, da seine Affäre mit einer Geschworenen ans Tageslicht gekommen ist, und Fallow hat Karriere gemacht, während McCoy von seiner Frau geschieden ist und durch die Gerichtsprozesse praktisch sein ganzes Vermögen verloren hat.

## Stil
Fegefeuer der Eitelkeiten besteht trotz seiner epischen Ausmaße zu einem großen Teil aus Dialogen und erlebter Rede und ist in einem teilweise journalistisch anmutenden Realismus gehalten. Der ganze Text ist durch und durch satirisch, und Wolfe lässt seine Figuren mit einer ironischen Distanz ins Verderben gehen; zynisch hingegen mutet der Triumph jener an, welche aus der Hexenjagd gegen McCoy ihre Vorteile ziehen. Die Gespräche sind wie Protokolle und teilweise lautmalerisch wiedergegeben. Die höchst verschiedenen Jargons zeugen von Wolfes genauer Beobachtungsgabe; der Slang der Polizisten und der Staatsanwälte wird ebenso parodiert wie die Sprache der Anwälte, Börsenmakler und Politiker sowie das Ghetto-Idiom der Schwarzen und die südstaatliche Aussprache von McCoys Geliebter.

## Verfilmung
1990 wurde das Buch von Brian De Palma verfilmt. Die Rolle des Sherman McCoy wurde von Tom Hanks und die Rolle des Peter Fallow von Bruce Willis gespielt.

## Ausgaben
- Fegefeuer der Eitelkeiten
  - übersetzt von Benjamin Schwarz, Kindler, München 1988, 847 Seiten, ISBN 3-463-40094-4
  - übersetzt von Benjamin Schwarz, Knaur, München 1990, 796 Seiten, ISBN 3-426-03015-2
  - übersetzt von Benjamin Schwarz, Rororo, Reinbek 2005, 926 Seiten, ISBN 3-499-23674-5